# Акакий Кесарийский
Ака́кий Одногла́зый (греч. Ἀκάκιος ὁ Mονόφθαλμος) — епископ Кесарии Палестинской, ученик и преемник с 339 года знаменитого историка Евсевия Кесарийского, чью биографию он написал. Известен своим конфликтом с епископом Кириллом Иерусалимским и своей ролью в арианском споре, в котором он выступал на стороне противников принятия решений Первого Никейского собора. Григорий Богослов в одной из своих речей называет его «языком ариан». Акакий удостоился противоречивых отзывов у историков церкви. Русский историк В. В. Болотов отмечал, что «нравственные качества его не соответствовали его дарованиям и образованию», а английский теолог Генри Гваткин сравнивал его с Эсхином Никейской эпохи. По имени Акакий Кесарийского одна из партий ариан в период споров называлась «акакиане».
Прозвище «Одноглазый», которое носил Акакий, могло указывать как на физический недостаток, так и уклончивую и непостоянную манеру ведения споров, которой был известен этот епископ. Иероним Стридонский объясняет прозвище Акакия физическим недостатком: «Акакий, слепой на один глаз и прозванный поэтому Одноглазым». Выдающиеся способности и авторитет друга и преемника Евсевий Кесарийского принесли ему славу лидера ариан ещё при жизни Евсевия Никомидийского. В 341 году Акакий присутствовал на соборе 90 епископов в Антиохии, созванном императором Констанцием II по случаю освящения «золотой базилики», на котором подписал принятый этим собором символы веры и осудил Маркелла Анкирского. Противостояние с епископами Западной части Римской империи во главе с папой Юлием I привело к низложению Акакия в числе других епископов «евсевианской» партии Сардикийским собором 343 года. Отказавшись признать решения этого собора он, вместе со своими соратниками, на соборе в Филиппополе участвовал в низложении своих оппонентов, включая папу Юлия и Осия Кордубского. Эти споры никак не уменьшили авторитета Акакия в глазах Констанция.
По свидетельству Иеронима Стридонского, после изгнания императором в 357 году папы Либерия, Акакий поддержал антипапу Феликса. С начала 350-х годов Акакий находился в конфликте с епископом Иерусалима Кириллом по вопросу главенства их кафедр. Они обменивались взаимными обвинениями в ереси, пока Акакий при поддержке палестинских епископов не добился его изгнания. Кирилл был восстановлен два года спустя решением Селевкийского собора 359 года, однако Акакий добился отмены этого решения у Констанция. Кирилл был вновь осуждён Константинопольским собором 360 года и находился в изгнании до воцарения в 361 году Юлиана.
Свои догматические взгляды Акакий Кесарийский выразил на Селевкийском соборе, когда на вопрос «василиан», в каком смысле Сын подобен Отцу, Акакий ответил, что подобен по воле, хотению, но не по существу.
Акакий был известен также своей учёностью. При нём продолжилось наполнение основанной его предшественниками библиотеки. Он написал трактат из 17 книг на Екклезиаст, другие богословские труды и биографию Евсевия Кесарийского, которые к настоящему времени утрачены. Фрагмент произведения Aντιλογια против Маркелла Анкирского сохранился в Панарионе Епифания Кипрского.